# Florent Bureau
Florent-Joseph Bureau  (Jemeppe-sur-Sambre, 17 de dezembro de 1906 – Uccle, 28 de junho de 1999) foi um matemático belga. Foi professor da Universidade de Liège, trabalhando principalmente com análise matemática.
Recebeu o Prêmio Francqui de 1952. Foi Grande Oficial da Ordem de Leopoldo.
Foi palestrante do Congresso Internacional de Matemáticos em Massachusetts (1950) e Amsterdam (1954).